# La Mata (República Dominicana)
La Mata é um município da República Dominicana pertencente à província de Sánchez Ramírez. Inclui, além da capital, dois distritos municipais: La Bija e Angelina.
Sua população estimada em 2012 era de 42 785 habitantes.